# Goniopora ciliatus
Goniopora ciliatus är en korallart som beskrevs av Veron 2002. Goniopora ciliatus ingår i släktet Goniopora och familjen Poritidae. IUCN kategoriserar arten globalt som livskraftig. Inga underarter finns listade i Catalogue of Life.